# Boleskine House

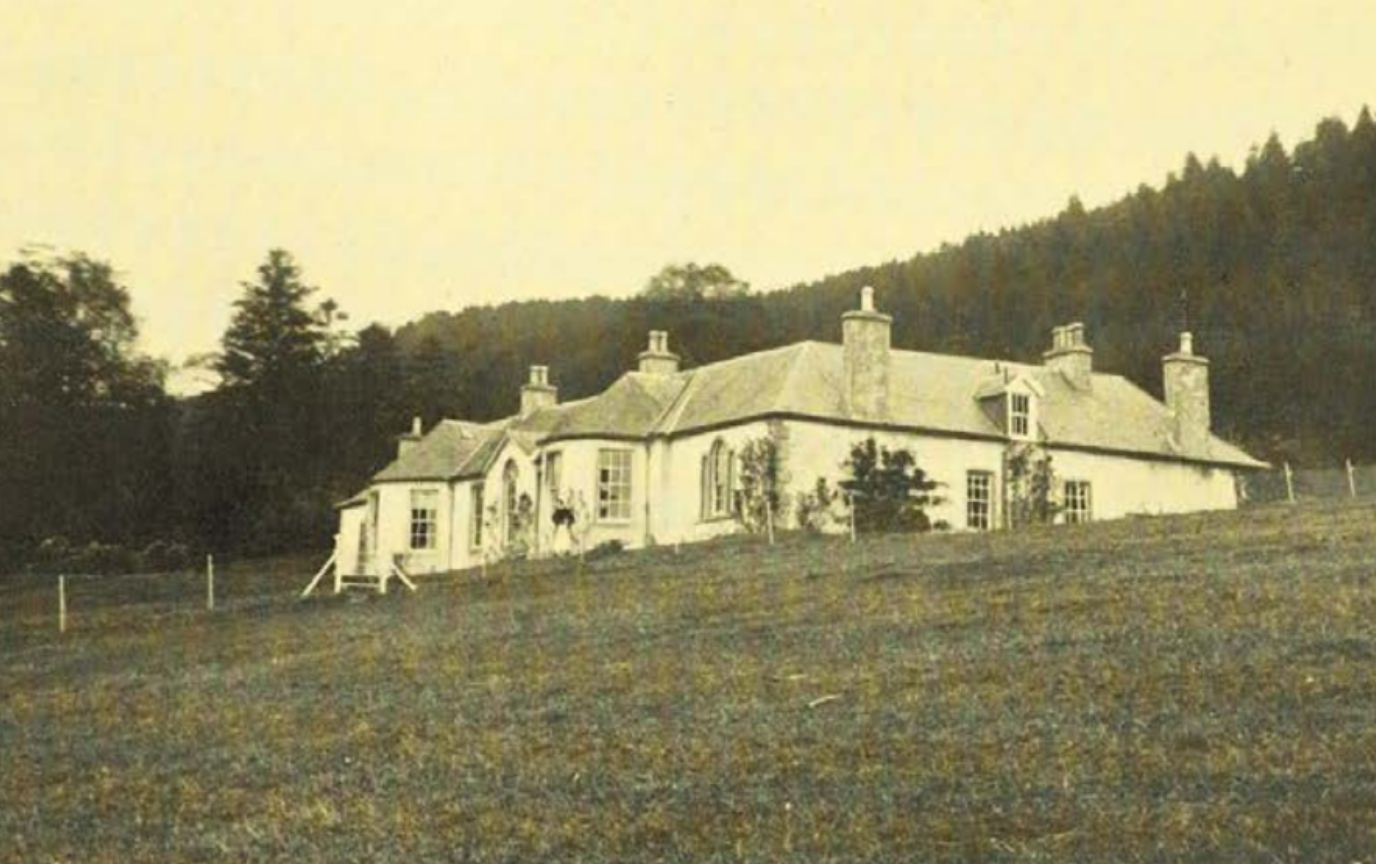
Boleskine House 1912

Boleskine House är en viktoriansk villa vid sjön Loch Ness, som sägs vara ett av världens mest hemsökta hus. Det har ägts av både Aleister Crowley och Jimmy Page, gitarrist i Led Zeppelin.